# Liberty (pomme)
Pour les articles homonymes, voir Liberty.
Liberty est un cultivar de pommier domestique obtenu aux États-Unis.

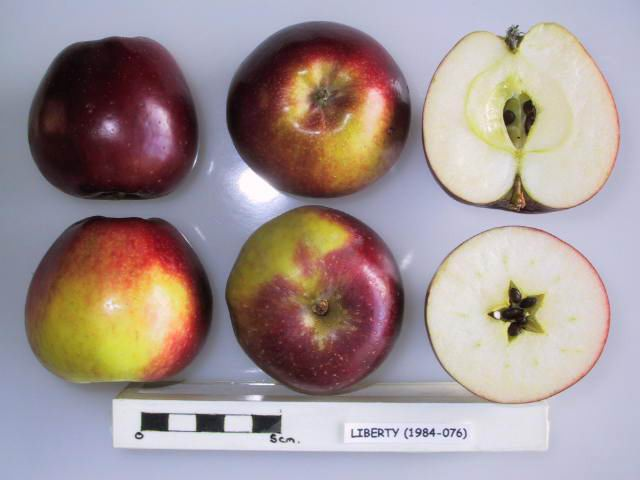
Liberty.

Le nom botanique est Malus domestica Borkh liberty.

## Origine
1955, distribution en 1978 ; New York, USA.

## Description
- Chair : jaune et juteuse.
- Arôme : augmente avec la durée de conservation.

## Pollinisation
- Triploïde : Non
- Groupe de floraison : B

## Parenté
Cultivar obtenu par croisement entre Macoun et Purdue 54-12, afin d'obtenir la résistance aux maladies du Malus floribunda.

## Susceptibilité aux maladies
- Tavelure : immunisée[1]
- Mildiou : faible
- Rouille : faible
- Feu bactérien : faible

## Culture
- Porte-greffe : MM106 pour basse-tige.
- Conservation : de 3 à 6 mois.